# I Meteors (album)
I Meteors è il primo album omonimo della band rock and roll e beat italiano I Meteors, prodotto dalla RCA Italiana nel 1964.

## Tracce
Lato A
1. Lucille
2. Ciao Ragazzi
3. Peter Gunn
4. Please, Please Me
5. Tu Che M'Hai Preso Il Cuor
6. Un Ricordo Per Te

Lato B
1. The Peppermint Twist
2. I Am Ahog
3. Guglielmo Tell
4. All My Sorrow
5. Nell'Antro Del Re Della Montagna
6. She Loves You